# 米澤市
米澤市（日语：／ Yonezawa shi */?）是位於日本山形縣東南部的城市，也是置賜地方的中心都市和置賜綜合支廳的所在地。轄區地處置賜盆地内，最上川流經市區內並往北流，當地人口則集中在由米坂線和奧羽本線包圍形成的市區内。米澤市在江戶時代作為米澤藩的城下町而發展，之後因第9任藩主上杉治憲推動紡織相關的產業，而奠定日後發展成工業都市的基礎。現今由於山形大學工學部等高等教育機構設置在米澤市，使當地具有大學城的風貌。

## 地理
米澤市境內約76.8%的面積被森林覆蓋，8.5%的土地為農業用地。南部的吾妻山和西吾妻山位於磐梯朝日國立公園的範圍內，其中海拔2035公尺的西吾妻山為市內的最高峰。米澤市的市區和聚落坐落在由羽黑川、鬼面川、天王川等河在置賜盆地内形成的沖積扇上。而最上川則在米澤市的市區周邊形成海拔約250公尺的平坦地帶。

### 氣候
根據統計，1981年至2010年米澤市的年均溫為11.2℃，年均降雨量為1362.8毫米，當地全年的風向則多偏向西北西。由於米澤市地處盆地内，因此夏季炎熱潮濕且冬季寒冷。冬季的降雪量相當大，轄區全域皆被指定為特別豪雪地帶，而市區的積雪深度最深可超過1公尺。而由於西北季風沿著朝日山地和飯豐山之間的荒川峽谷吹向米澤市，因此冬季的氣候相當惡劣。

## 歷史
米澤市在古時便有人類定居，市內曾發掘出許多屬於繩紋時代的遺跡。其中位於矢來地區，屬於繩紋時代早期的一之坂遺跡發掘出長43.5公尺的竪穴式住居，為全日本最長的竪穴住居遺跡，並於近代被指定為日本的史跡。而位於林泉寺的古志田東遺跡則是平安時代中期當地豪族的居館遺跡。
鎌倉時代，原本統治置賜地方的長井氏在米澤設置據點。天授6年（1380年），伊達宗遠攻擊置賜地方，置賜地方改由伊達氏統治。戰國時代，伊達氏將其據點遷至置賜地方。之後第17代家督，出生於米澤城的伊達政宗以米澤城為中心，將伊達氏的領地擴大至宮城縣南部和福島縣。天正19年（1591年），伊達政宗因奧州仕置而轉封至仙台後，米澤在內的置賜地區改由會津藩的蒲生氏鄉管轄。
慶長6年（1601年），在關原之戰中戰敗的上杉景勝減封並移封至米澤藩30萬石。明和4年（1767年），第9代藩主上杉治憲上位後致力於實施藩政改革，使米澤藩內的人民生活和財政狀況皆獲得改善。而上杉治憲也大力推動與紡織相關的產業，使米澤紡織品等物產成為當地的特產，並奠定其日後發展成工業都市的基礎。幕末時期，米澤藩與仙台藩成為對抗明治天皇的奧羽越列藩同盟的中心勢力。
明治22年（1889年）4月，日本實施市制和町村制，並在境內設置米澤市和其餘10個村落。昭和28年（1953年）8月，上長井村併入米澤市。昭和29年（1954年）10月，萬世村、廣幡村、鹽井村 、六鄉村、窪田村和三澤村併入米澤市。昭和30年（1955年）1月，山上村併入米澤市。同年2月，上鄉村併入米澤市。4月，南原村與米澤市合併，形成現今的米澤市。

## 行政
現任市長近藤洋介於2023年11月在選舉中當選，其任期將持續至2027年12月。

## 經濟
根據日本2020年的國勢調查統計，米澤市的就業人口中有3.3%從事第一級產業，33.3%的就業人口從事第二級產業，其餘的59.9%則從事第三級產業。當地的農業以生產稻米、蔬菜、蘋果與米澤牛等農產品為主，第二級產業則以纖維、食品、電子產品加工等產業為主。而根據2018年的工業調查統計顯示，米澤市的製造品生產總額約為5298.4萬日圓，在山形縣所有的行政區内排名第一。

## 教育
米澤市内共有14所小學校、7所中學校與3所高等教育機關。根據2024年5月的統計，市內的小學校學生總人數為3217名，中學校則共有1930名。而米澤市內的高等教育機關分別為山形大學工學部、米澤榮養大學與米澤女子短期大學。

## 交通
國道13號、國道121號、國道287號與東北中央自動車道皆穿越市內。而東北中央自動車道在境内設置米澤八幡原交流道、米澤中央交流道和米澤北交流道。鐵路方面，JR東日本的山形新幹線、奧羽本線和米坂線皆通過境內。坐落於市區的米澤站為山形新幹線、奧羽本線和米坂線共構的車站。奧羽本線在市內其他地區設置關根站和置賜站等車站，而米坂線則在境內另設南米澤站、西米澤站和成島站。

## 姊妹都市
米澤市與以下的日本城市為友好姐妹城市:
| 城市     | 都縣   | 締結日期       |
| -------- | ------ | -------------- |
| 高鍋町   | 宮崎縣 | 1981年4月27日  |
| 上越市   | 新潟縣 | 1981年10月7日  |
| 南魚沼市 | 新潟縣 | 1986年9月1日   |
| 沖繩市   | 沖繩縣 | 1994年4月1日   |
| 東海市   | 愛知縣 | 2000年10月20日 |
| 西尾市   | 愛知縣 | 2013年12月25日 |

米澤市與以下的國外城市為友好姐妹城市:
| 國家 | 城市                 | 締結日期      |
| ---- | -------------------- | ------------- |
| 巴西 | 陶巴特（聖保羅州）   | 1974年1月28日 |
| 美国 | 摩西湖市（華盛頓州） | 1981年5月1日  |